# Lijst van bladkevers in Nederland
Dit is een lijst van bladkevers (Chrysomelidae) in Nederland. De lijst is gebaseerd op het Nederlands Soortenregister en bevat 345 soorten die in het wild zijn aangetroffen. Van 315 soorten wordt verondersteld dat zij inheems zijn of langer dan tien jaar zijn gevestigd. Deze soorten zijn in de lijst vet gemarkeerd. Exoten zijn gemarkeerd met een asterisk (*).

## OnderfamilieBruchinae

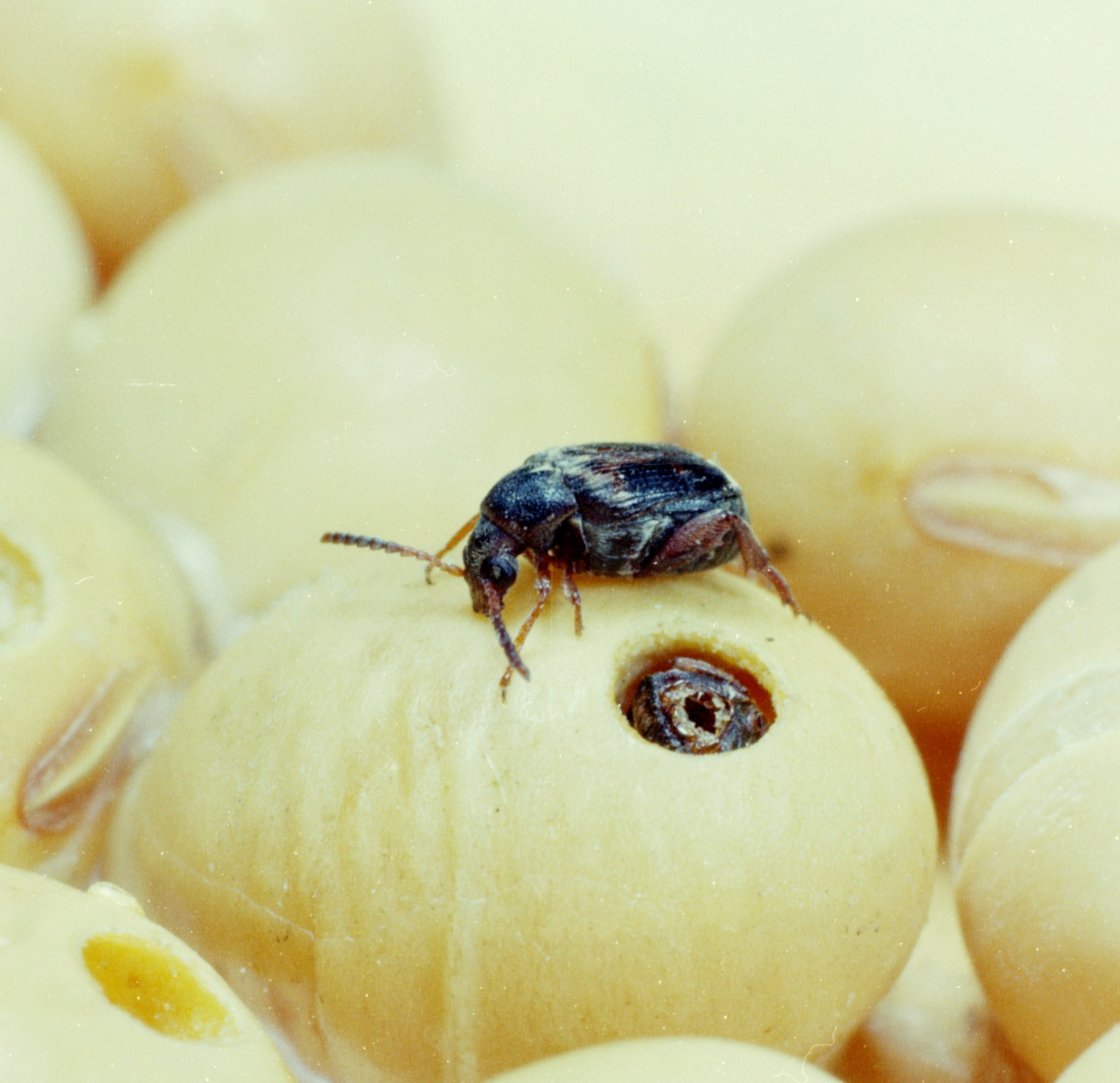
Stambonenkever (Acanthoscelides obtectus)

- Acanthoscelides obtectus* (Stambonenkever)

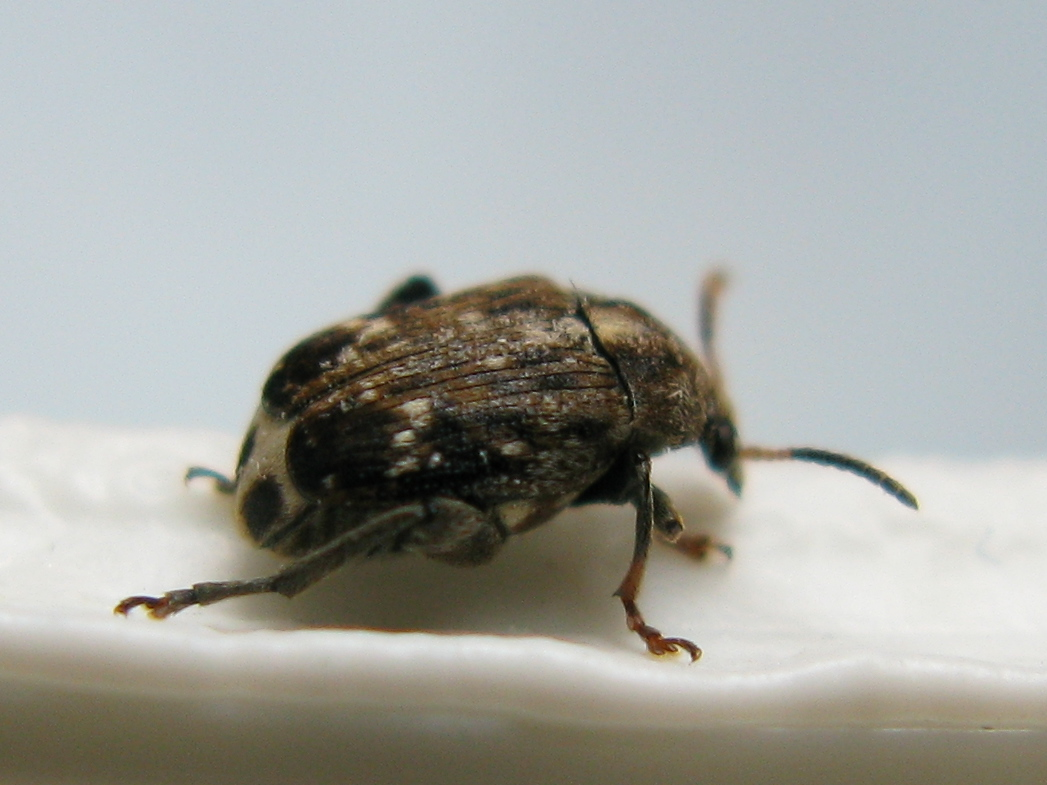
Erwtenkever (Bruchus pisorum)

- Bruchidius cisti
- Bruchidius incarnatus*
- Bruchidius siliquastri*
- Bruchidius varius
- Bruchidius villosus
- Bruchus affinis
- Bruchus atomarius (Wikkekever)
- Bruchus brachialis
- Bruchus emarginatus*
- Bruchus lentis*
- Bruchus loti
- Bruchus luteicornis

- Bruchus pisorum* (Erwtenkever)
- Bruchus rufimanus* (Tuinbonenkever)
- Bruchus signaticornis*
- Calligrapha polyspila*
- Callosobruchus chinensis*
- Callosobruchus maculatus*
- Caryedon serratus*
- Mimosestes mimosae*
- Pachymerus cardo*
- Pachymerus lineatocollis*
- Specularius impressithorax*
- Spermophagus calystegiae
- Spermophagus sericeus
- Stator bixae*
- Zabrotes subfasciatus*

## OnderfamilieChrysomelinae
- Chrysolina americana* (Rozemarijngoudhaantje)

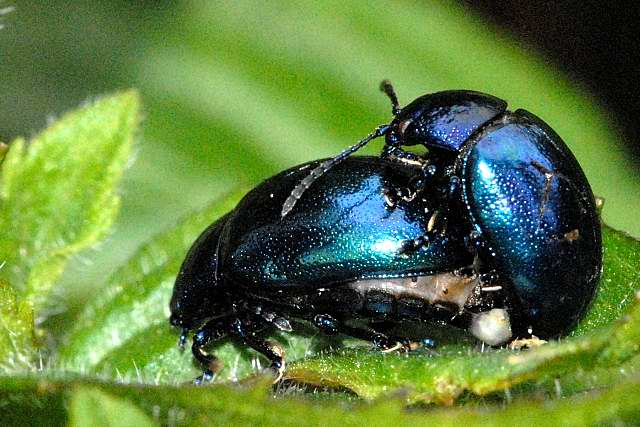
Blauwe muntgoudhaan (Chrysolina coerulans)

- Chrysolina analis (Donker duizendbladhaantje)
- Chrysolina brunsvicensis (Koperkleurige hertshooigoudhaan)
- Chrysolina carnifex
- Chrysolina cerealis (Regenbooggoudhaantje)
- Chrysolina coerulans (Blauwe muntgoudhaan)
- Chrysolina didymata
- Chrysolina fastuosa (Hennepnetelgoudhaantje)
- Chrysolina fuliginosa
- Chrysolina geminata (Violette hertshooigoudhaan)
- Chrysolina graminis (Grote goudhaan)
- Chrysolina gypsophilae
- Chrysolina haemoptera (Hottentothaantje)
- Chrysolina herbacea (Groene muntgoudhaan)
- Chrysolina hyperici (Grote hertshooigoudhaan)
- Chrysolina kuesteri (Grote helmkruidhaan)
- Chrysolina limbata (Roodgezoomde duingoudhaan)
- Chrysolina marginata (Bruin duizendbladhaantje)
- Chrysolina oricalcia (Voorjaarsgoudhaantje)
- Chrysolina polita (Moertje)
- Chrysolina purpurascens
- Chrysolina quadrigemina
- Chrysolina sanguinolenta (Kleine helmkruidhaan)
- Chrysolina staphylaea (Roodbruine goudhaan)
- Chrysolina sturmi (Paarse goudhaan)
- Chrysolina varians (Veelkleurig hertshooigoudhaantje)
- Chrysomela collaris (Gezoomd wilgenhaantje)
- Chrysomela cuprea (Grote wilgenhaan)
- Chrysomela lapponica (Laps haantje)

Grote populierenhaan (Chrysomela populi)

- Chrysomela populi (Grote populierenhaan)
- Chrysomela saliceti (Kleine populierenhaan)
- Chrysomela tremula (Bospopulierenhaantje)
- Chrysomela vigintipunctata (Gevlekt wilgenhaantje)
- Colaphellus sophiae (Mosterdtor)
- Gastrophysa polygoni (Duizendknoophaantje)
- Gastrophysa viridula (Groen zuringhaantje)
- Gonioctena decemnotata (Roodpootstruikhaantje)
- Gonioctena flavicornis
- Gonioctena linnaeana (Bergstruikhaantje)
- Gonioctena olivacea (Bremhaantje)
- Gonioctena pallida (Bleek struikhaantje)
- Gonioctena quinquepunctata (Vijfstippelig struikhaantje)
- Gonioctena viminalis (Rood struikhaantje)

Coloradokever (Leptinotarsa decemlineata)

- Leptinotarsa decemlineata* (Coloradokever)
- Neophaedon pyritosus
- Oreina caerulea (Blauwe berggoudhaan)
- Phaedon armoraciae (Beekpungehaantje)
- Phaedon cochleariae (Waterkershaantje)
- Phaedon concinnus (Schorgoudhaantje)
- Phratora atrovirens (Dwerggriendhaantje)
- Phratora laticollis (Populierengriendhaantje)
- Phratora tibialis (Ooigriendhaantje)
- Phratora vitellinae (Bronsgriendhaantje)
- Phratora vulgatissima (Lang griendhaantje)
- Plagiodera versicolora (Rond griendhaantje)
- Plagiosterna aenea (Kortsprietelzenhaantje)
- Prasocuris glabra (Breed moerashaantje)
- Prasocuris hannoveriana (Gebandeerd moerashaantje)
- Prasocuris junci (Blauw moerashaantje)
- Prasocuris marginella (Gezoomd moerashaantje)
- Prasocuris phellandrii (Gestreept moerashaantje)
- Sclerophaedon orbicularis
- Timarcha goettingensis (Göttingens haantje)
- Timarcha metallica
- Timarcha tenebricosa (Reuzenhaan)
- Zygogramma piceicollis*

## OnderfamilieCriocerinae

Leliehaantje (Lilioceris lilii)

- Crioceris asparagi (Blauwe aspergekever)
- Crioceris duodecimpunctata (Rode aspergekever)
- Lema cyanella (Graanhaantje)
- Lilioceris lilii (Leliehaantje)
- Lilioceris merdigera (Bruinrood leliehaantje)
- Oulema duftschmidi
- Oulema melanopus (Grasgoudhaantje)
- Oulema obscura
- Oulema rufocyanea
- Oulema septentrionis

## OnderfamilieCryptocephalinae

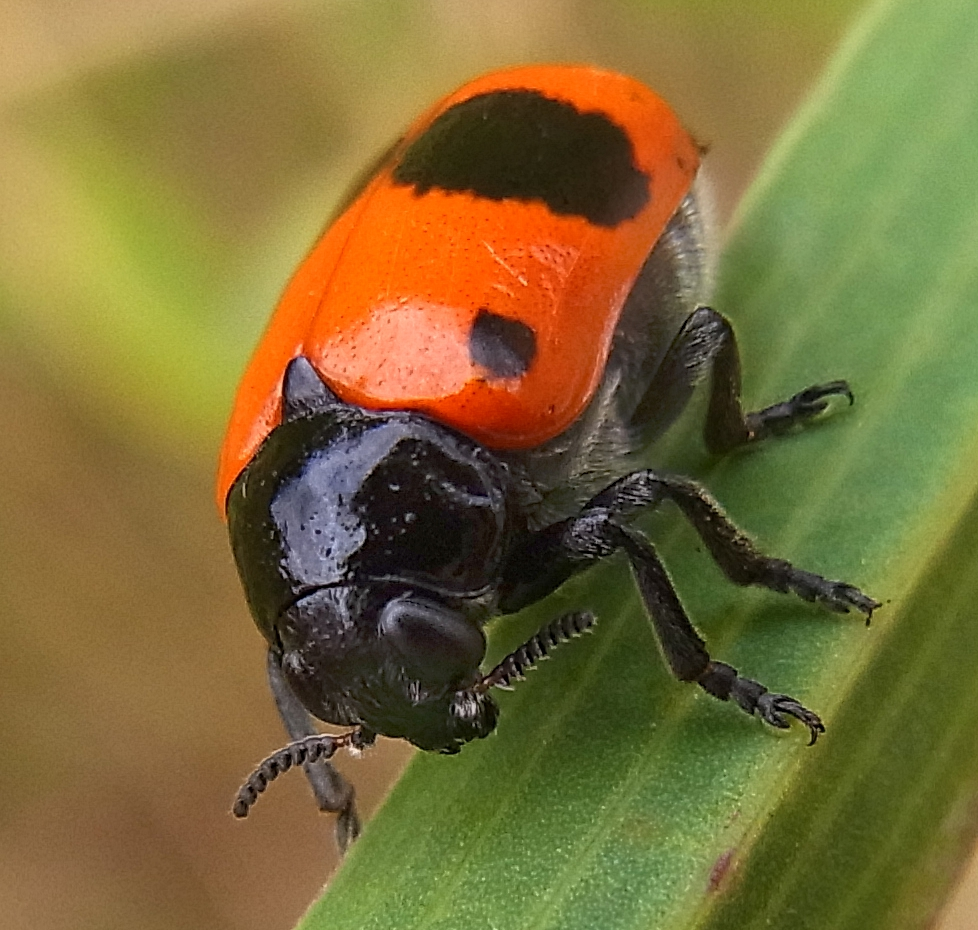
Gladde zakkever (Clytra laeviuscula)

- Clytra laeviuscula (Gladde zakkever)
- Clytra quadripunctata (Vierstippige mierenzakkever)
- Cryptocephalus androgyne
- Cryptocephalus aureolus
- Cryptocephalus biguttatus
- Cryptocephalus bilineatus
- Cryptocephalus bipunctatus
- Cryptocephalus coryli (Hazelaarvalkever)
- Cryptocephalus decemmaculatus
- Cryptocephalus flavipes (Geelpootvalkever)
- Cryptocephalus fulvus (Grassteilkopje)
- Cryptocephalus hypochaeridis (Composietensteilkopje)
- Cryptocephalus labiatus
- Cryptocephalus macellus
- Cryptocephalus marginatus
- Cryptocephalus moraei (Hertshooisteilkopje)
- Cryptocephalus nitidus
- Cryptocephalus ocellatus
- Cryptocephalus ochroleucus
- Cryptocephalus octopunctatus
- Cryptocephalus parvulus

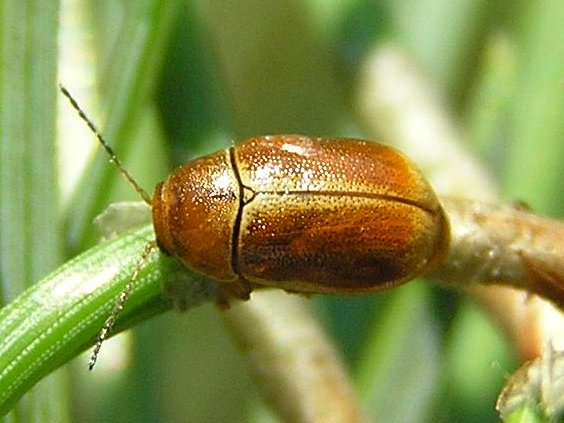
Dennensteilkopje (Cryptocephalus pini)

- Cryptocephalus pini (Dennensteilkopje)
- Cryptocephalus punctiger
- Cryptocephalus pusillus
- Cryptocephalus pygmaeus
- Cryptocephalus rufipes
- Cryptocephalus sericeus (Groen steilkopje)
- Cryptocephalus sexpunctatus (Zesstippelvalkever)
- Cryptocephalus vittatus (Gestreept steilkopje)

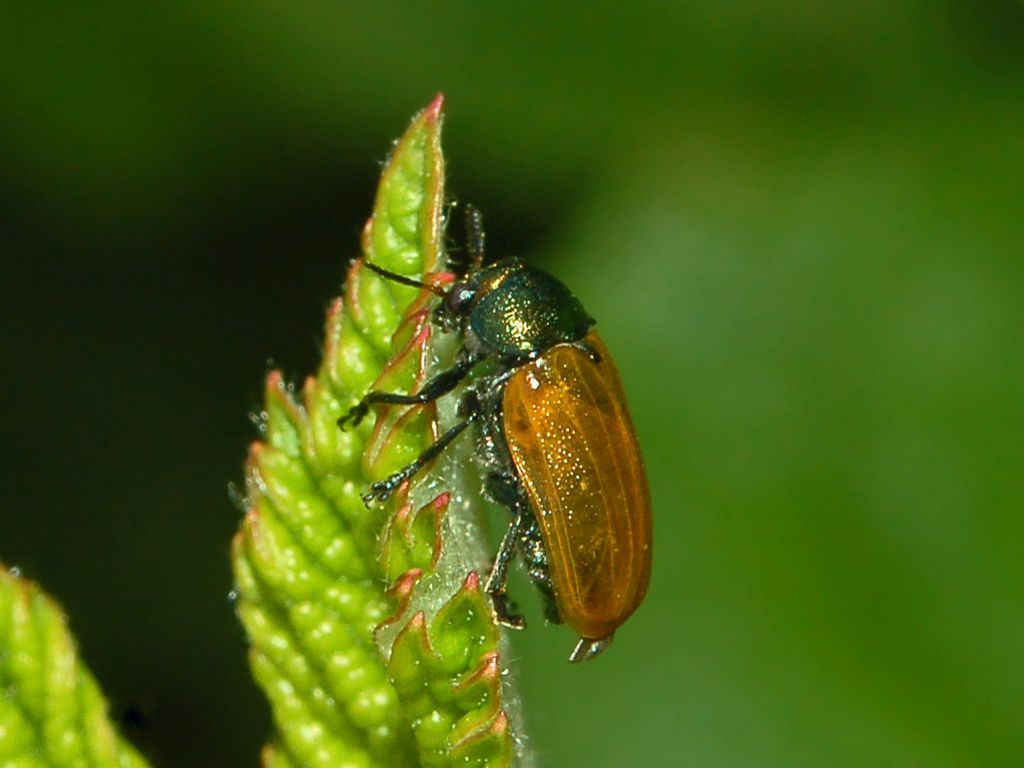
Langpootzakkever (Labidostomis longimana)

- Labidostomis longimana (Langpootzakkever)
- Labidostomis tridentata
- Lachnaia sexpunctata
- Pachybrachis hieroglyphicus
- Smaragdina affinis
- Smaragdina aurita
- Smaragdina flavicollis
- Smaragdina salicina

## OnderfamilieDonaciinae
- Donacia aquatica

Gewone rietkever (Donacia vulgaris)

- Donacia bicolora (Tweekleurige rietkever)
- Donacia brevicornis
- Donacia cinerea
- Donacia clavipes
- Donacia crassipes (Waterleliekever)
- Donacia dentata (Pijlkruidkever)
- Donacia impressa
- Donacia malinovskyi
- Donacia marginata
- Donacia obscura
- Donacia reticulata
- Donacia semicuprea
- Donacia simplex
- Donacia sparganii (Egelskopkever)
- Donacia thalassina
- Donacia tomentosa (Zwanebloemkever)
- Donacia versicolorea
- Donacia vulgaris (Gewone rietkever)
- Macroplea appendiculata
- Macroplea mutica (Ziltwaterhaantje)

- Plateumaris affinis

Trage rietkever (Plateumaris sericea)

- Plateumaris bracata (Zwarte rietkever)
- Plateumaris consimilis
- Plateumaris discolor
- Plateumaris rustica
- Plateumaris sericea (Trage rietkever)

## OnderfamilieEumolpinae

Bastaardwederikkever (Bromius obscurus)

- Bromius obscurus (Bastaardwederikkever)
- Pachnephorus pilosus

## OnderfamilieGalerucinae
- Acrocrypta purpurea*
- Agelastica alni (Elzenhaantje)
- Altica aenescens
- Altica brevicollis
- Altica carinthiaca
- Altica ericeti (Dopheidehaantje)
- Altica helianthemi
- Altica longicollis

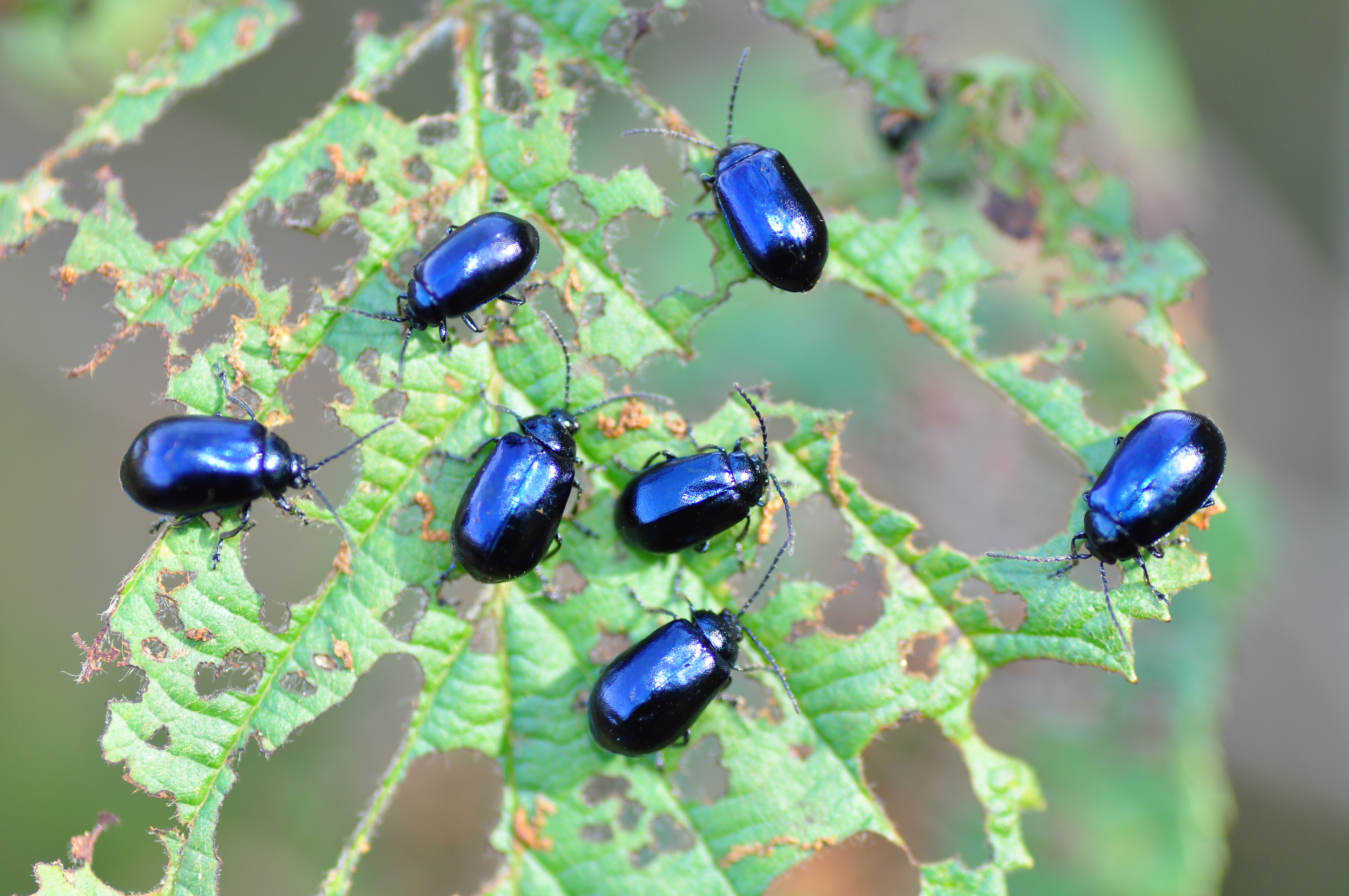
Elzenhaantje (Agelastica alni)

- Altica lythri (Kattenstaartaardvlo)
- Altica oleracea (Teunisbloemaardvlo)
- Altica palustris
- Altica quercetorum (Eikenaardvlo)
- Aphthona atrocaerulea
- Aphthona atrovirens
- Aphthona cyparissiae
- Aphthona euphorbiae (Vlasaardvlo)
- Aphthona lutescens
- Aphthona nonstriata (Lisaardvlo)
- Aphthona pygmaea
- Aphthona venustula
- Aphthona violacea
- Apteropeda globosa
- Apteropeda orbiculata
- Batophila rubi
- Calomicrus circumfusus
- Calomicrus pinicola

- Chaetocnema aerosa
- Chaetocnema arida

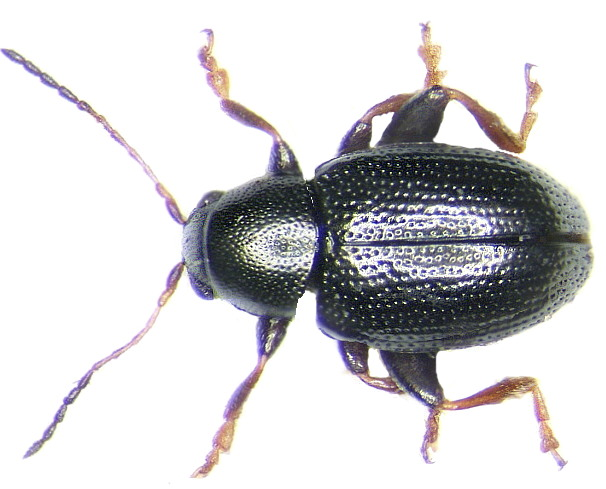
Blauwe graanaardvlo (Chaetocnema aridula)

- Chaetocnema aridula (Blauwe graanaardvlo)
- Chaetocnema concinna (Blauwe bietenaardvlo)
- Chaetocnema confusa
- Chaetocnema hortensis
- Chaetocnema mannerheimii
- Chaetocnema picipes
- Chaetocnema sahlbergii
- Chaetocnema subcoerulea
- Crepidodera aurata (Gouden wilgenaardvlo)
- Crepidodera aurea
- Crepidodera fulvicornis
- Crepidodera nitidula
- Crepidodera plutus
- Derocrepis rufipes (Wikkehaantje)
- Diabrotica virgifera* (Maiswortelkever)
- Dibolia cynoglossi
- Dibolia occultans (Zwarte gaffelaardvlo)
- Epitrix atropae (Wolfskersaardvlo)
- Epitrix pubescens (Nachtschade-aardvlo)

- Galeruca pomonae (Boerenhaantje)

Boerenhaantje (Galeruca pomonae)

- Galeruca tanaceti (Wormkruidhaantje)
- Galerucella calmariensis (Kattenstaarthaantje)
- Galerucella grisescens
- Galerucella lineola (Klein wilgenhaantje)
- Galerucella nymphaeae (Waterleliehaantje)
- Galerucella pusilla
- Galerucella tenella (Aardbeihaantje)
- Hermaeophaga mercurialis (Bingelkruidaardvlo)
- Hippuriphila modeeri (Paardenstaartaardvlo)

- Lochmaea caprea

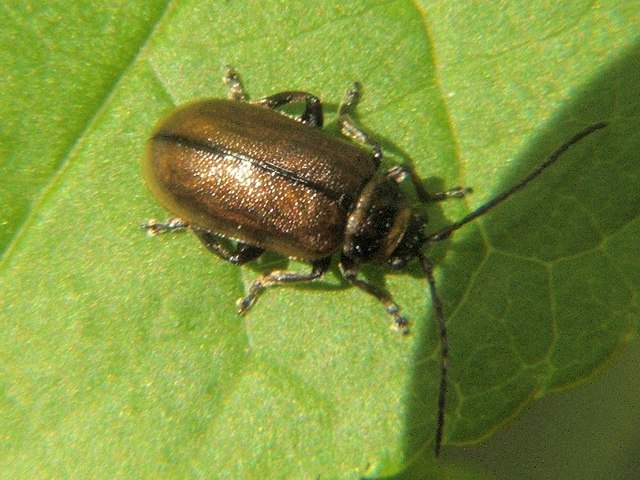
Heidekever (Lochmaea suturalis)

- Lochmaea crataegi (Meidoornhaantje)
- Lochmaea suturalis (Heidekever)
- Longitarsus aeruginosus (Leverkruidaardvlo)
- Longitarsus agilis
- Longitarsus anchusae
- Longitarsus atricillus
- Longitarsus ballotae
- Longitarsus brunneus
- Longitarsus curtus
- Longitarsus dorsalis
- Longitarsus exsoletus
- Longitarsus ferrugineus
- Longitarsus fulgens
- Longitarsus fuscoaeneus
- Longitarsus ganglbaueri
- Longitarsus gracilis
- Longitarsus holsaticus
- Longitarsus jacobaeae (Jakobskruidaardvlo)
- Longitarsus kutscherae
- Longitarsus luridus
- Longitarsus lycopi
- Longitarsus melanocephalus
- Longitarsus membranaceus
- Longitarsus nasturtii
- Longitarsus niger
- Longitarsus nigerrimus
- Longitarsus nigrofasciatus
- Longitarsus obliteratus
- Longitarsus ochroleucus
- Longitarsus parvulus (Kleine vlasaardvlo)
- Longitarsus pellucidus
- Longitarsus plantagomaritimus
- Longitarsus pratensis
- Longitarsus reichei
- Longitarsus rubiginosus
- Longitarsus rutilus
- Longitarsus succineus
- Longitarsus suturellus
- Longitarsus symphyti
- Longitarsus tabidus (Toortsaardvlo)

- Luperomorpha xanthodera*

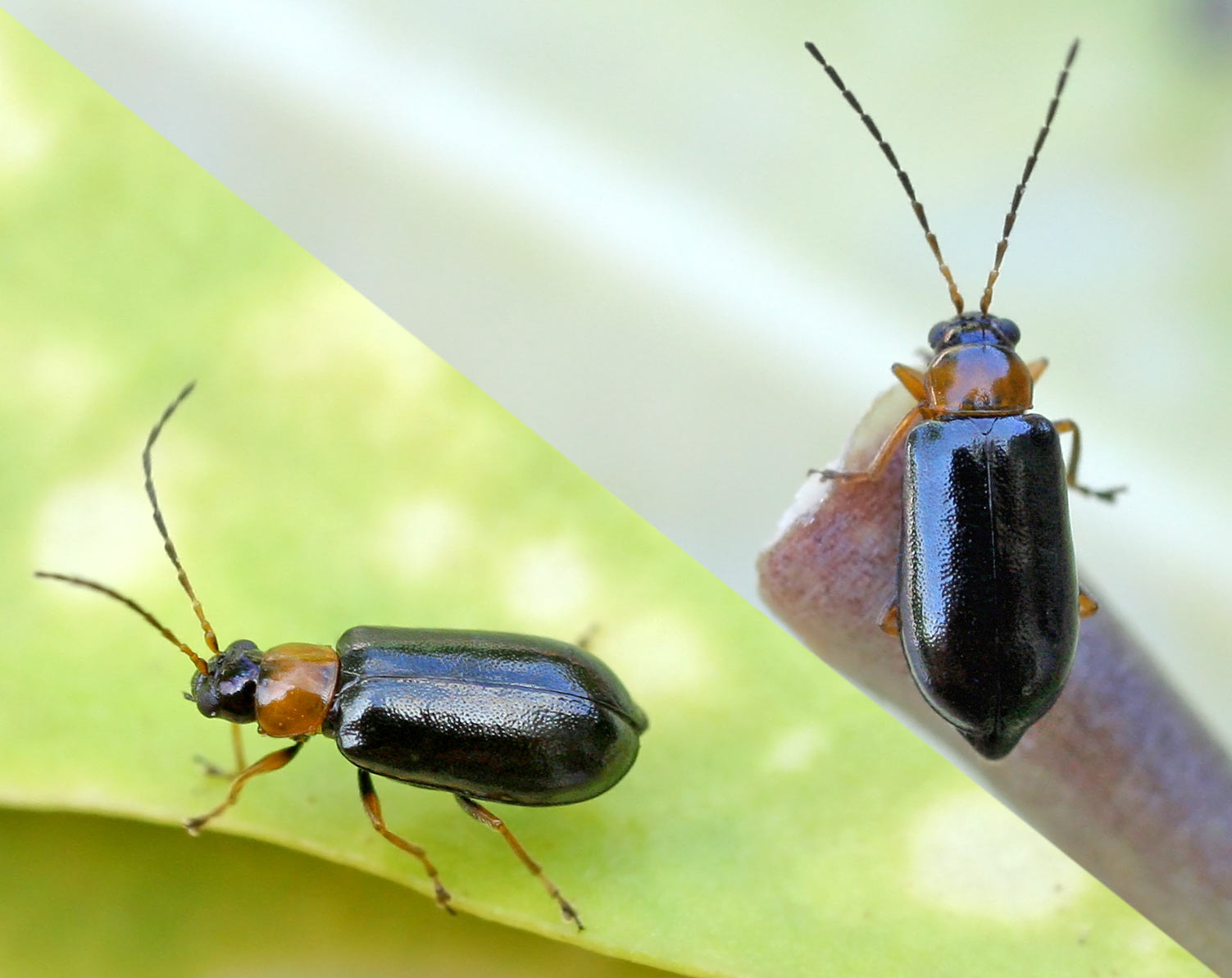
Geelpootbladkever (Luperus flavipes)

- Luperus flavipes (Geelpootbladkever)
- Luperus longicornis (Langsprietberkenhaantje)
- Luperus luperus
- Lythraria salicariae (Gele kattenstaartaardvlo)
- Mantura chrysanthemi (Zuringaardvlo)
- Mantura obtusata
- Mantura rustica
- Mniophila muscorum
- Neocrepidodera ferruginea
- Neocrepidodera motschulskii
- Neocrepidodera transversa
- Ochrosis ventralis
- Phyllobrotica quadrimaculata (Glidkruidhaantje)

- Phyllotreta armoraciae
- Phyllotreta astrachanica

Blauwzijige koolaardvlo (Phyllotreta nigripes)

- Phyllotreta atra (Zwarte koolaardvlo)
- Phyllotreta christinae
- Phyllotreta consobrina
- Phyllotreta crassicornis
- Phyllotreta cruciferae (Blauwe koolaardvlo)
- Phyllotreta diademata
- Phyllotreta dilatata
- Phyllotreta exclamationis
- Phyllotreta flexuosa
- Phyllotreta nemorum (Grote gestreepte aardvlo)
- Phyllotreta nigripes (Blauwzijige koolaardvlo)
- Phyllotreta nodicornis (Reseda-aardvlo)
- Phyllotreta ochripes
- Phyllotreta procera
- Phyllotreta punctulata
- Phyllotreta striolata
- Phyllotreta tetrastigma
- Phyllotreta undulata (Kleine gestreepte aardvlo)
- Phyllotreta vittula (Gestreepte graanaardvlo)
- Podagrica fuscicornis (Stokroosaardvlo)
- Podagrica fuscipes
- Psylliodes affinis (Gele bitterzoetaardvlo)
- Psylliodes attenuata
- Psylliodes chalcomera
- Psylliodes chrysocephala (Koolzaadaardvlo)
- Psylliodes cucullata
- Psylliodes cuprea
- Psylliodes dulcamarae
- Psylliodes laticollis
- Psylliodes luteola
- Psylliodes marcida
- Psylliodes napi (Koolzaadbladhaantje)
- Psylliodes picina
- Pyrrhalta viburni (Sneeuwbalhaantje)

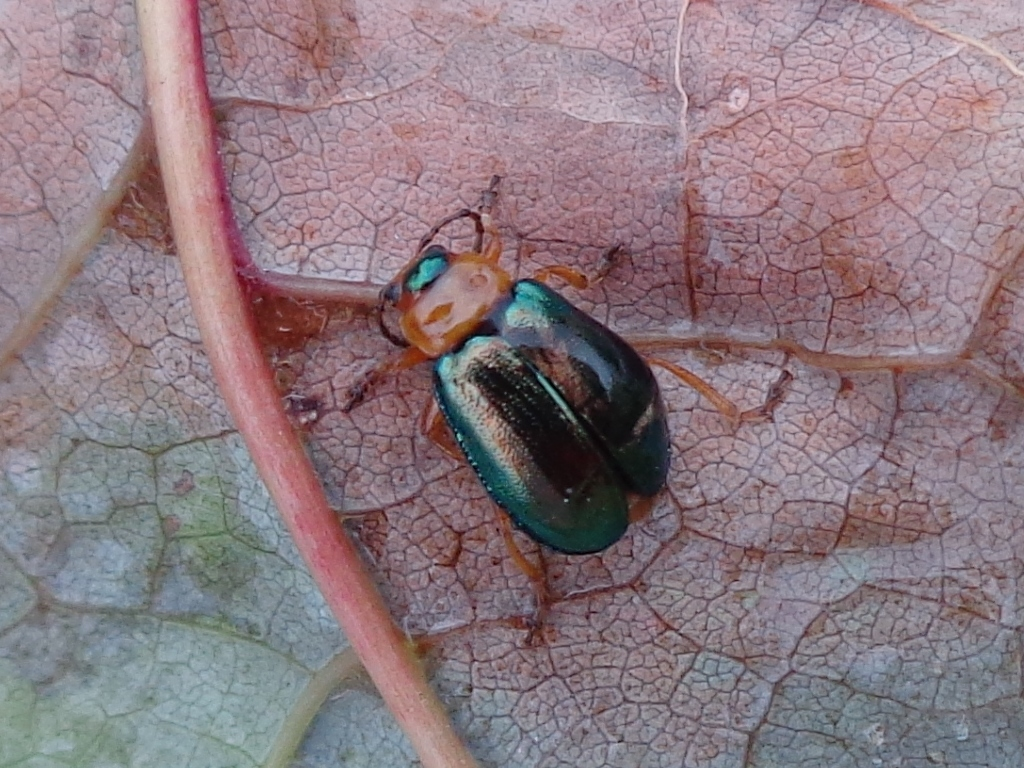
Walstrohaantje (Sermylassa halensis)

- Sermylassa halensis (Walstrohaantje)
- Sphaeroderma rubidum (Rode distelaardvlo)
- Sphaeroderma testaceum (Distelaardvlo)
- Xanthogaleruca luteola (Iepenhaantje)

## OnderfamilieHispinae
- Aspidimorpha nigropunctata*
- Aspidimorpha obovata*
- Cassida denticollis
- Cassida flaveola
- Cassida hemisphaerica
- Cassida margaritacea

Distelschildkever (Cassida vibex)

- Cassida murraea (Alantschildpadtor)
- Cassida nebulosa (Gevlekte schildpadtor)
- Cassida nobilis (Gestreepte schildpadtor)
- Cassida prasina
- Cassida rubiginosa (Groene schildpadkever)
- Cassida sanguinolenta
- Cassida sanguinosa
- Cassida seladonia
- Cassida stigmatica
- Cassida vibex (Distelschildkever)
- Cassida viridis (Muntschildpadtor)
- Cassida vittata
- Conchyloctenia signatipennis*
- Hispa atra (Egeltje)
- Hypocassida subferruginea (Windeschildpadtor)

## OnderfamilieLamprosomatinae

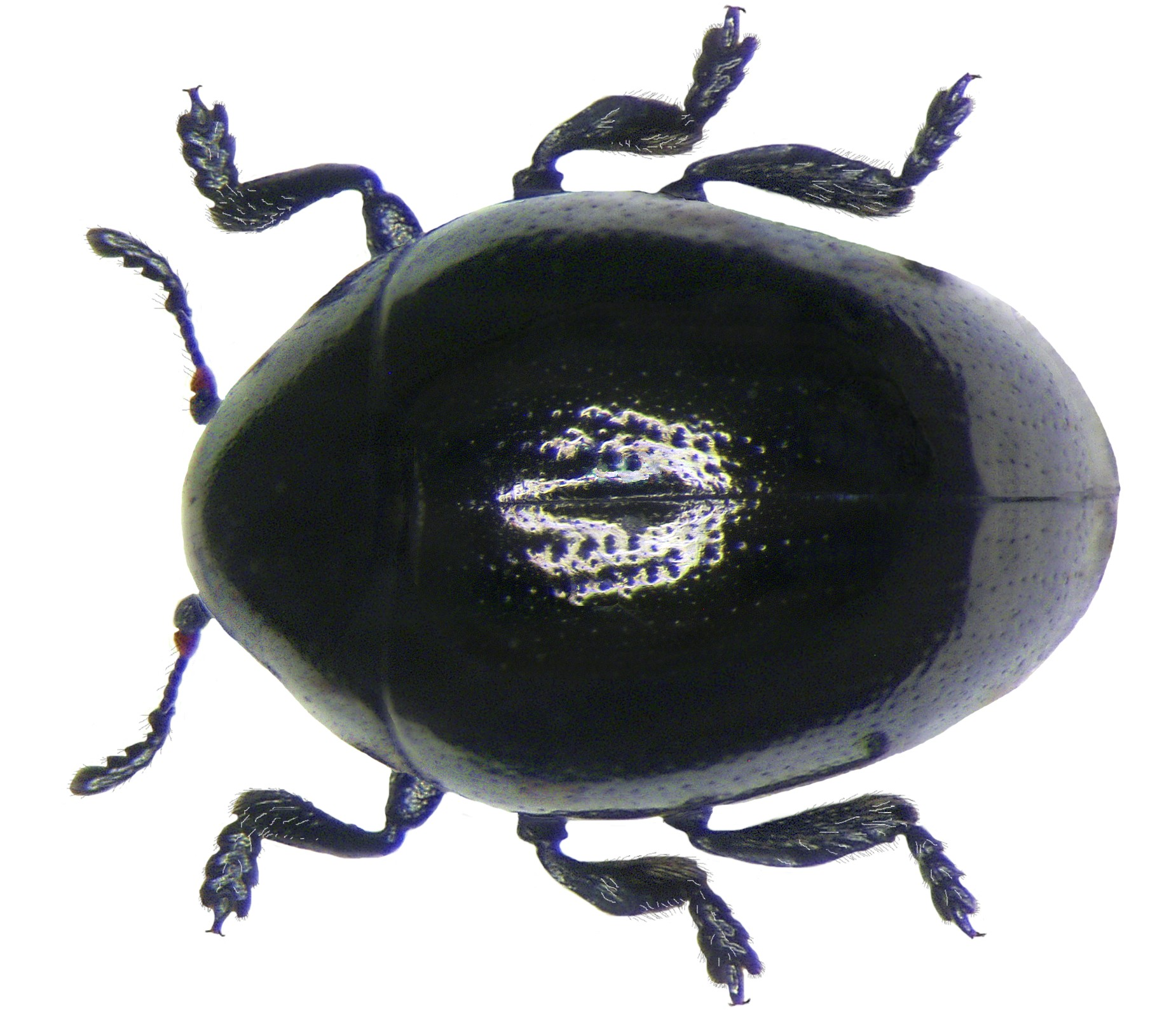
Oomorphus concolor

- Oomorphus concolor

## OnderfamilieSagrinae
- Sagra femorata*

bastaardsnuitkevers · beenderknagers · bladkevers · bladsprietkevers · boksnuittorren · boktorren · kniptorren · loopkevers · (echte) mestkevers · sigarenmakers · snuitkevers · soldaatjes · spitsmuisjes · vliegende herten · totaaloverzicht